# Ruohonvetämäjärvi
Ruohonvetämäjärvi eller Ruohovetämäjärvi är en sjö i Finland. Den ligger i kommunen Enare i landskapet Lappland, i den norra delen av landet, 1 000 km norr om huvudstaden Helsingfors. Ruohonvetämäjärvi ligger 120,9 meter över havet. Arean är 89,4 hektar och strandlinjen är 8,59 kilometer lång. Sjön  ingår i Pasvik älvs huvudavrinningsområde. 